# سمن آجری
نام علمی گونه : 
(Cephalopholis hemistiktos (Ruppell,۱۸۳۰
نامهای علمی مترادف: ندارد
نام انگلیسی: 
Yellowfin hind
نام فارسی : سمن آجری
اندازه : به‌طور متوسط ۳۰ سانتیمتر و حداکثر ۳۵ سانتیمتر پیشینه دارد.
مشخصات: بدن قهوه‌ای مایل به قرمز پوشیده از لکه‌های آبی یا سفید، ارتفاع بدن کمتر از طول سر و باله پشتی دارای ۹ شعاع سخت و ۱۴ شعاع می‌باشد، باله سینه‌ای دارای ۱۶ تا ۱۸ شعاع نرم، باله مخرجی دارای ۳ شعاع سخت و ۹ شعاع نرم، باله شکمی دارای یک شعاع سخت و ۵ شعاع نرم، خط جانبی دارای ۹۵ تا ۱۱۵ عدد فلس و باله مخرجی نوک دار می‌باشد. باله دمی و بخش عقبی باله‌های پشتی و مخرجی و حاشیه خارجی باله سینه‌ای زرد رنگ است. 
زیست‌شناسی : در آبهای ساحلی تا اعماق متوسط روی بسترهای سنگی و ماسه‌ای زیست می‌کنند و از سخت پوستان و ماهیهای ریز تغذیه می‌نمایند. 

## نامهای مورد استفاده در جنوب ایران
وسایل صید: گرگور، قلاب دستی، ترال کف، رشته قلابهای طویل